# Royler Gracie
Royler Gracie (ur. 6 grudnia 1965 w Rio de Janeiro) − brazylijski grappler oraz zawodnik mieszanych sztuk walki (MMA); czarny pas i trener brazylijskiego jiu-jitsu, wielokrotny mistrz świata w tej dyscyplinie.

## Kariera zawodnicza
Należy do rodziny Gracie − klanu mistrzów brazylijskiego jiu-jitsu; jest synem Hélio Graciego, rodzonym bratem Royce'a i przyrodnim Ricksona. Jiu-jitsu zaczął trenować już we wczesnym dzieciństwie, najpierw pod okiem ojca, a później również kuzyna − Rollsa i starszego brata − Ricksona. 
W latach 90. zdominował swoją kategorię wagową (piórkową, do 70 kg), dwukrotnie zdobywając mistrzostwo panamerykańskie (1997, 1999) oraz czterokrotnie z rzędu mistrzostwo świata (1996-1999), co było ówcześnie wyczynem bez precedensu. Równie udanie startował na mistrzostwach ADCC w submission fightingu, trzykrotnie z rzędu zwyciężając w swojej kategorii wagowej (1999-2001). 
Próbował również występów w MMA (głównie w Japonii), nie odniósł jednak w tej dyscyplinie większych sukcesów (bilans walk 5-5-1). Jego najgłośniejszą walką było starcie z Kazushim Sakurabą podczas gali PRIDE 8 w listopadzie 1999 roku. Mimo że był znacznie lżejszy od Japończyka, przez niemal 30 minut nie ustępował mu pola. W końcu jednak, na niecałe 2 minuty przed zakończeniem pojedynku, Sakuraba zdołał założyć dźwignię na ramię (tzw. kimurę). Chociaż Gracie nie odklepał, jego ręka była wygięta w na tyle niebezpieczny sposób, że sędzia ringowy nakazał rozerwać chwyt i mimo protestów Brazylijczyka ogłosił techniczne poddanie. Tym samym po raz pierwszy od kilkudziesięciu lat członek rodziny Gracie został pokonany w nieamatorskiej walce. 
Zawodniczą karierę zakończył oficjalnie 14 września 2011 roku w Manaus, gdy w pożegnalnej walce zmierzył się na zasadach MMA z byłym mistrzem Shooto, Japończykiem Masakatsu Uedą. 45-letni Gracie przegrał przez niejednogłośną decyzję sędziów.

## Kariera trenerska
Royler Gracie przez wiele lat prowadził w Rio de Janeiro główną akademię jiu-jitsu Graciech − Gracie Humaitá, której kierownictwo przejął od Ricksona. Założył również własną szkołę w San Diego, dokąd przeprowadził się na stałe w 2010 roku. Wśród jego najbardziej utytułowanych wychowanków są Saulo i Alexandre Ribeiro oraz Vinícius de Magalhães.